# Crossosomataceae
Crossosomataceae es una pequeña familia del orden Crossosomatales que consta de 4 géneros y de 8 a 10 especies. Su hábitat se restringe a las zonas secas del suroeste de Estados Unidos y México. 

## Características
Arbustos caducifolios de pequeñas hojas alternas u opuestas, algunos espinosos. Las flores son solitarias y terminales o axilares.

## Taxonomía
La familia fue descrita por Adolf Engler y publicado en Die Natürlichen Pflanzenfamilien 1: 185. 1897. El género tipo es: Crossosoma - Nutt

## Géneros
- Apacheria - C. T. Mason (sin especies)
- Crossosoma - Nutt
- Glossopetalon - A. Gray (sin. Forsellesia Green)

Glossopetalon spinescens - A. Gray
Glossopetalon texense - (M. R. Lewis) H. St. John
- Velascoa - Calderón & Rzed. (Sin especies)